# Brauschenke

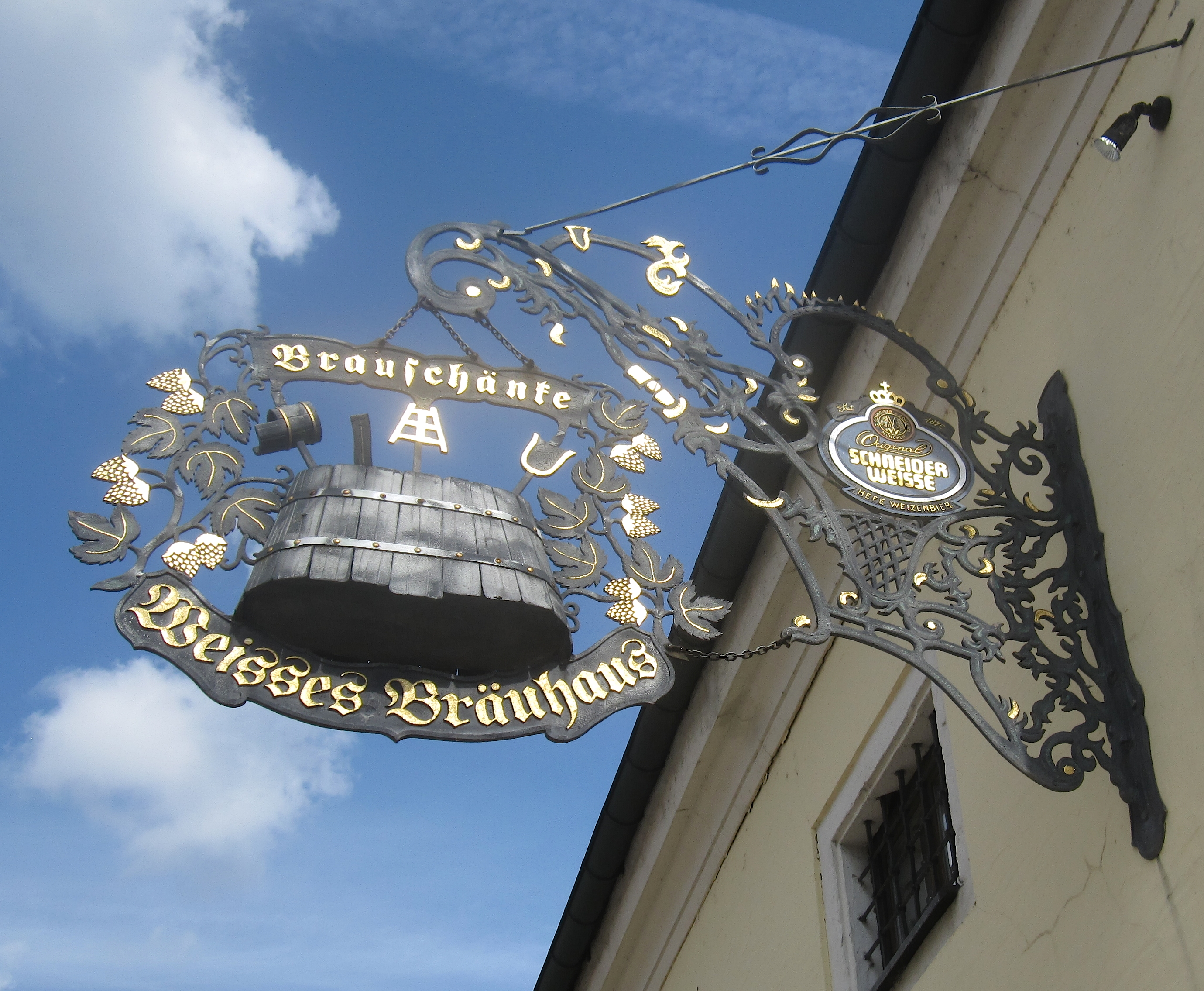
Auslegerschild der Brauschänke Weisses Bräuhaus in Kelheim

Brauschenke, Brauschänke oder Braukrug bezeichnete vor allem auf dem Dorf eine Schenke, die das ausgeschenkte Bier selbst brauen durfte. Das bestehende Braurecht gehörte wie das Schankrecht als sogenanntes Realrecht zum Grundstück selbst.
In der Stadt wurde ein solches Anwesen auch Bierhof genannt.
Der Begriff hat sich in den Namen von zahlreichen Gaststätten und auf meist historischen Gaststättenschildern bis heute gehalten.